# Saint Dragon
Saint Dragon, appelé Tenseiryū Saint Dragon (天聖龍, au Japon) est un jeu vidéo de type shoot them up développé par NMK et commercialisé par Jaleco, sorti en 1989 sur borne d'arcade. Il a été adapté sur Amiga, Amstrad CPC, Atari ST, Commodore 64, PC Engine et ZX Spectrum en 1990.

## Système de jeu
Saint Dragon est shoot them up à scrolling horizontal.

## À noter
Le studio britannique Random Access a réalisé les conversions sur ordinateurs personnels. The Sales Curve (label Storm) a édité ces versions dont la jaquette titre ST Dragon. AiCOM a édité la version PC Engine.